# Banda presidencial de Bolivia

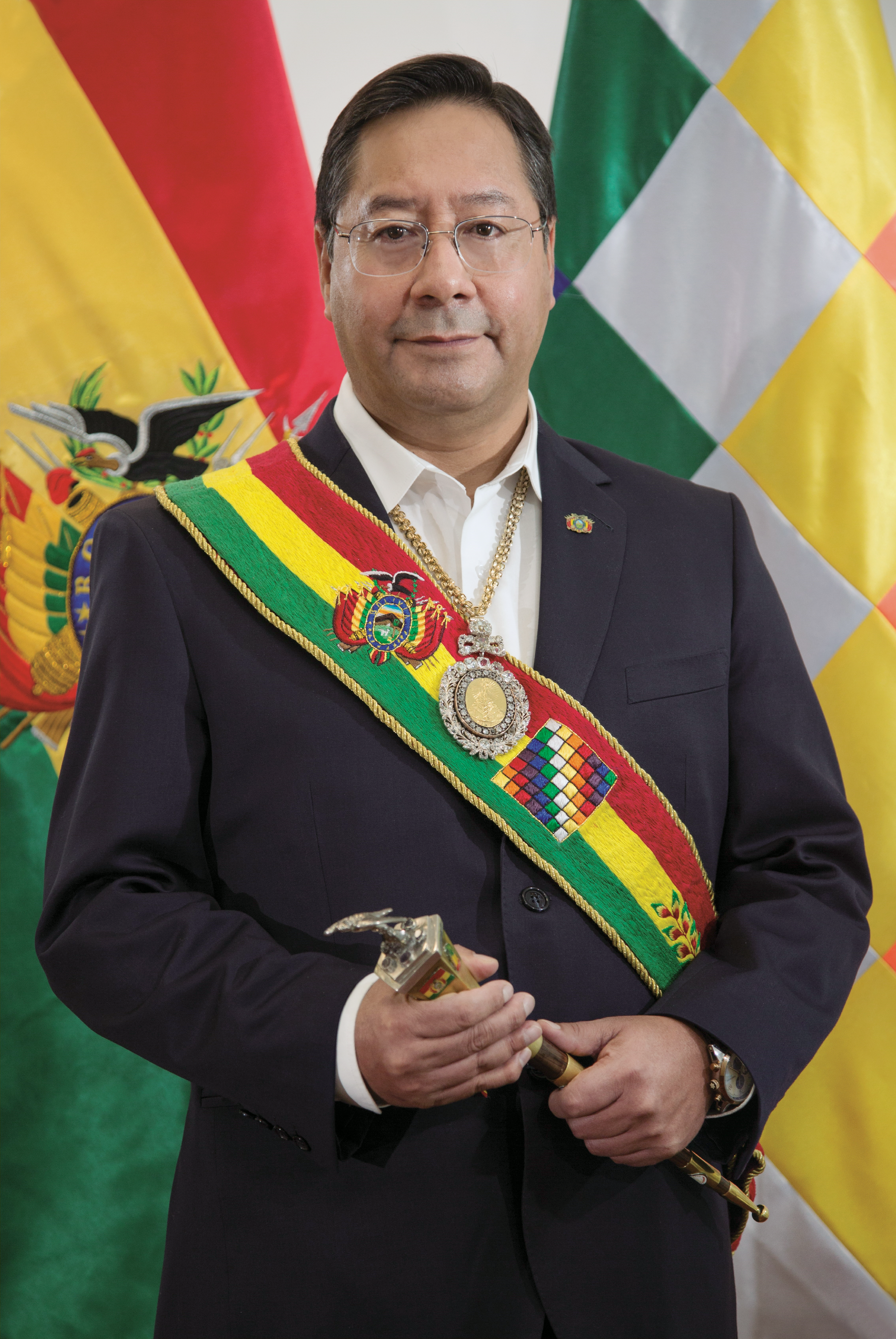
El presidente de Bolivia Luis Arce portando los símbolos presidenciales: la medalla del Libertador Simón Bolívar, la banda presidencial y el bastón de mando.

La banda presidencial de Bolivia es una banda de tela conformada por los colores de la bandera tricolor de Bolivia (rojo, amarillo y verde), con el escudo de armas en el centro, la escarapela y un borlón; y que junto a la medalla del libertador Simón Bolívar y el bastón de mando, constituyen los símbolos del presidente del Estado Plurinacional de Bolivia al momento de asumir el mando de la nación.
Cada banda presidencial está diseñada a medida del presidente electo. El expresidente Evo Morales incluyó en la banda presidencial la wiphala, que se convirtió en símbolo patrio con la aprobación de la Constitución Política del Estado de 2009.
La actual banda presidencial utilizada por el presidente Luis Arce, incluye cuatro símbolos nacionales sobre la franja amarilla; escudo de Bolivia, wiphala, kantuta y flor de patuju.
La banda presidencial pesa al menos un kilo y sus bordados son hechos de pan de oro.

## Uso de la Banda presidencial
Esta regulada por el artículo 3 del Decreto Supremo N° 27227 del 30 de octubre de 2003, durante la presidencia de Carlos D. Mesa Gisbert:

"I. La Banda presidencial, que llevará los colores de la Bandera Nacional, el Escudo de la República al centro, la escarapela y un borlón, será utilizada en el aniversario de la Independencia de la República, Efemérides Departamentales y, el 23 de marzo, acto Cívico Militar recordatorio de la defensa de Calama.
II. En caso de que el Presidente de la República decida utilizar la Medalla Presidencial conjuntamente a la Banda Presidencial, esta última no llevará el Escudo de la República."
Decreto Supremo Nº 27227 de 30 de octubre de 2003
Artículo 3

## Galería

Presidentes de Bolivia con la Banda Presidencial
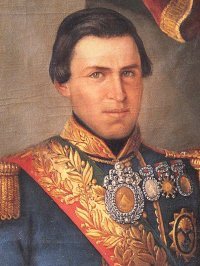
Jorge Córdova (1855-1857)
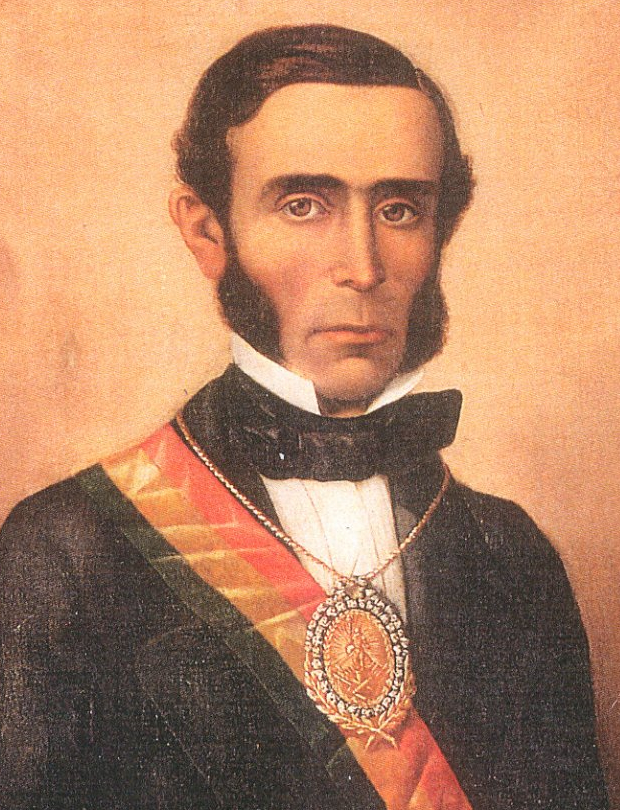
José María Linares (1857-1861)
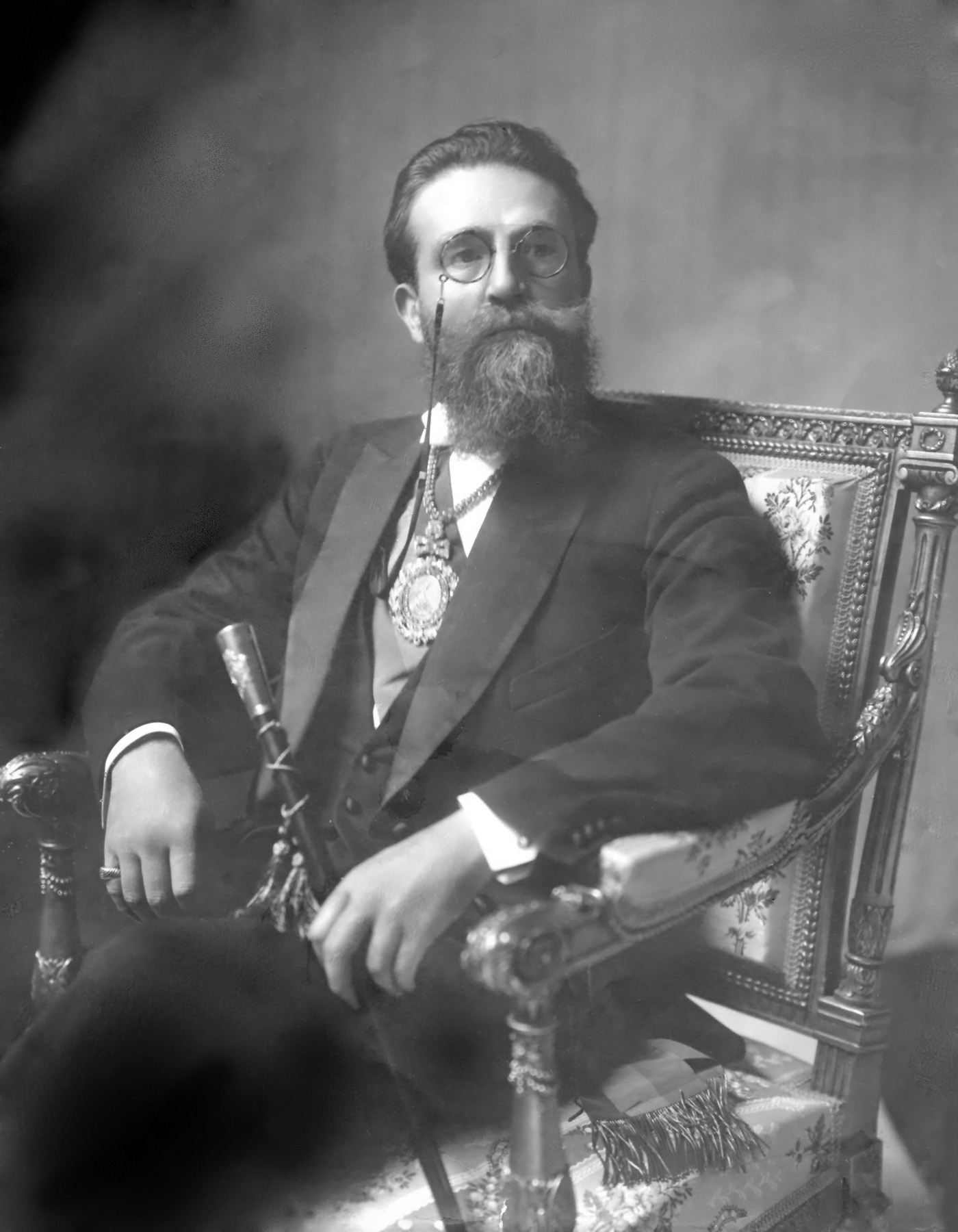
José Gutiérrez Guerra (1917-1920)
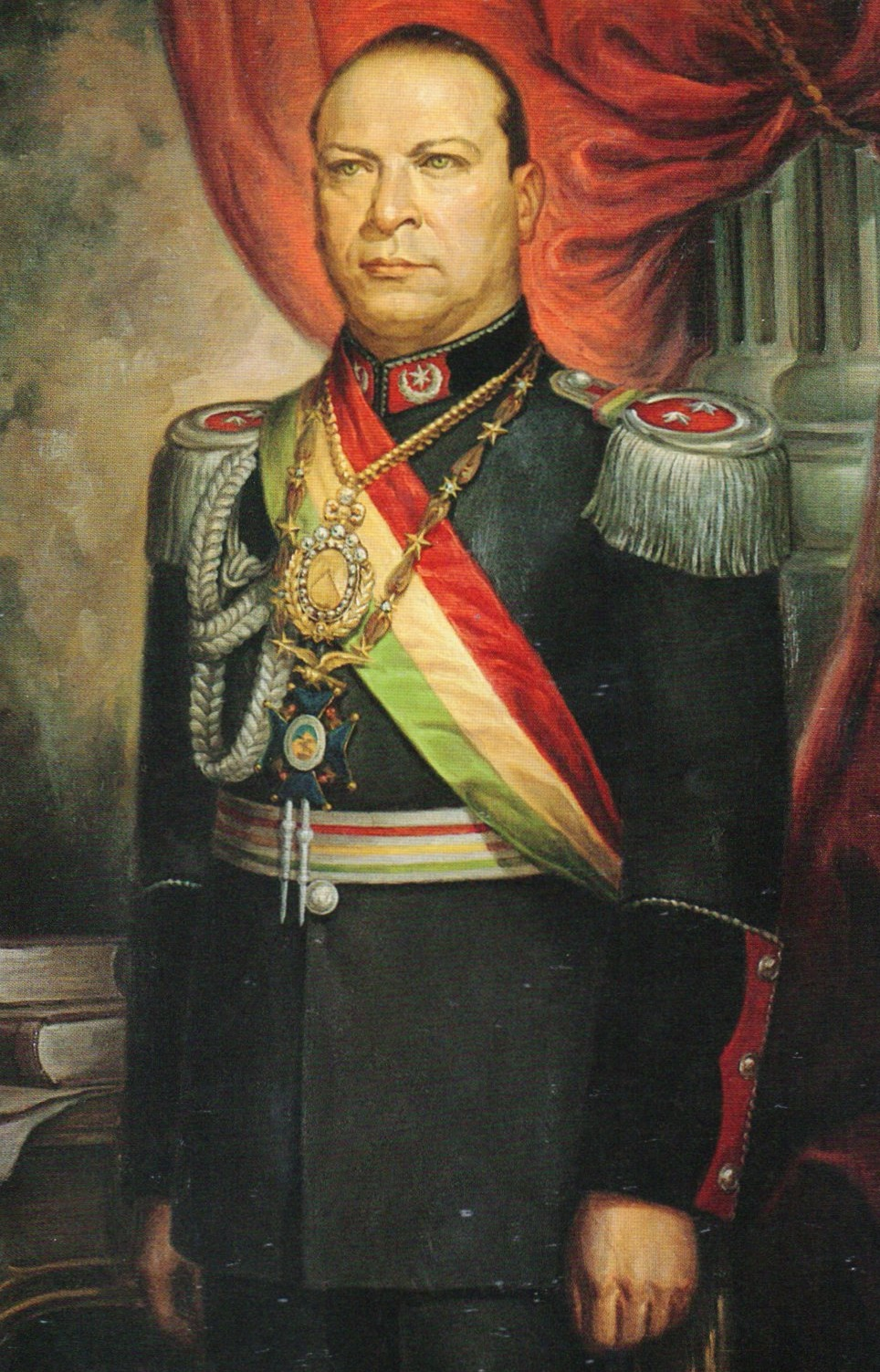
Gualberto Villarroel (1943-1946)
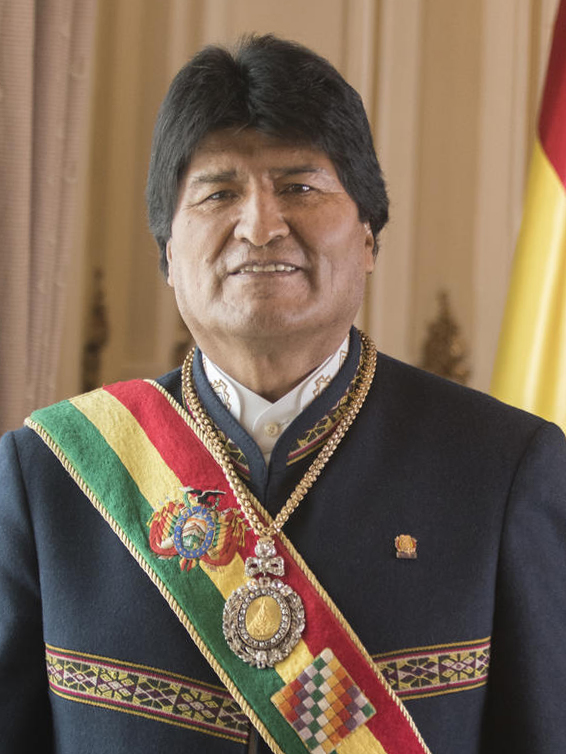
Evo Morales (2006-2019)